# Нові поезії
Нові поезії — літературний журнал, який видавався у 1959-1971 рр. Нью-Йоркською групою українських діаспорних поетів в Нью-Йорку. Журнал публікував твори членів групи, а також переклади текстів іноземних поетів.